# ZIM
A ZIM fájlformátum egy nyílt fájlformátum, amely wiki tartalmat tárol internet nélküli használathoz. Elsődlegesen a Wikipédia tartalmára és egyéb Wikimédia Alapítvány projektekre összpontosít.

## Jellemzése
A formátum lehetővé teszi a használt szócikkek tömörítését, indexet biztosít a szabadszavas kereséshez, valamint natív kategória- és képkezelést nyújt a MediaWiki programhoz hasonló módon. A teljes fájl egyszerűen indexelhető és olvasható egy program használatával, mint például a Kiwix – ellentétben a natív Wikipédia XML  adatbázis-mentéssel.
A nyílt fájlformátumon kívül az openZIM projekt támogatást nyújt egy nyílt forráskódú ZIM-olvasóhoz, a Kiwix programhoz.
A ZIM a „Zeno IMproved” (továbbfejlesztett Zeno) rövidítése, mivel a korábbi Zeno fájlformátumot cseréli le. A fájltömörítéshez LZMA2-t használ, amelyet az xz-utils programkönyvtár valósít meg. Az openZIM projektet anyagilag a svájci Wikimédia támogatja, és a Wikimédia Alapítvány támogatását is élvezi.

## Fordítás
Ez a szócikk részben vagy egészben  a   ZIM (file format) című angol Wikipédia-szócikk ezen változatának fordításán alapul.  Az eredeti cikk szerkesztőit annak laptörténete sorolja fel. Ez a jelzés csupán a megfogalmazás eredetét és a szerzői jogokat jelzi, nem szolgál a cikkben szereplő információk forrásmegjelöléseként.